# Страх висоти (фільм)
«Страх висоти» (англ. Don't Look Down, буквально «Не дивися вниз») — американський телевізійний фільм жахів 1998 року.

## Сюжет
Сестра Карли, Рейчел, фотографується над проваллям і зривається вниз. Карла намагається утримати її, але не може. Рейчел гине. Карлу починають мучити дикі напади страху перед висотою — акрофобія. Вона відчуває, що якщо не почне лікуватися, то втратить глузд, тому йде на експериментальні курси лікування акрофобії. Вони частково допомагають, але тепер Карлу починає переслідувати мара Рейчел, яка звинувачує дівчину у своїй смерті. До того ж один за одним люди, які разом з Карлою відвідують експериментальні курси, починають гинути загадковою смертю, а одна жінка, Голлі, перед смертю кров'ю на асфальті пише ім'я «Карла Енджел». Поліція вважає, що вона пов'язана з цими смертями, але до кінця фільму стає зрозуміло, що, використовуючи її страх перед висотою і почуття провини перед сестрою, дівчину намагалися звести з розуму.

## У ролях
- Меган Ворд — Карла Енджел
- Билли Берк — Марк, чоловік Карли
- Анджела Мур — Джоселін
- Вільям МакДональд — Бен
- Кейт Роббінс — Голлі
- Аарон Смолінські — Захарій
- Террі Кінні — Піл Садовські
- Тара Спенсер-Нэйрн — Рейчел
- Боб Моррісей — детектив
- Бенц Антуан — Лютер
- Брітт МакКіліп — Рейчел у дитинстві
- Карлі МакКіліп — Карла у дитинстві